# 放射非有界函数
数学において放射非有界函数（ほうしゃひゆうかいかんすう、英: radially unbounded function）とは、次が成り立つ函数 {\displaystyle f:\mathbb {R} ^{n}\rightarrow \mathbb {R} } のことをいう：
{\displaystyle \|x\|\to \infty \Rightarrow f(x)\to \infty .\,}
このような函数は制御理論において利用され、コンパクト空間を決定する最適化のために必要となる。
この定義に現れるノルムは {\displaystyle \mathbb {R} ^{n}} 上の任意のノルムでよく、軸に沿った函数の挙動のみで放射非有界かどうかが明らかにされるとは限らないことに注意されたい。すなわち、放射非有界であるためには上の条件が
{\displaystyle \|x\|\to \infty \,}
であるような任意の経路に沿って確かめられる必要がある。例えば、次のような函数
{\displaystyle \ f_{1}(x)=(x_{1}-x_{2})^{2}\,}
{\displaystyle \ f_{2}(x)=(x_{1}^{2}+x_{2}^{2})/(1+x_{1}^{2}+x_{2}^{2})+(x_{1}-x_{2})^{2}\,}
は放射非有界ではない。実際、直線 {\displaystyle x_{1}=x_{2}} に沿って考えると、条件が満たされないことが分かる。特に二番目の函数は大域的に正定値であるが、それでも条件は満たされない。